# Anor
Anor település Franciaországban, Nord megyében. Lakosainak száma 3152 fő (2022. január 1.). Anor Hirson, Mondrepuis, Trélon, Fourmies, Ohain és Momignies községekkel határos.

## Népesség
A település népességének változása:
| Lakosok száma | 3354 | 3315 | 3318 | 3220 | 3213 | 3221 | 3254 | 3204 | 3152 |
|               | 2013 | 2015 | 2016 | 2017 | 2018 | 2019 | 2020 | 2021 | 2022 |